# 1488
Cette page concerne l'année 1488  du calendrier julien. Pour l'année 1488 av. J.-C., voir 1488 av. J.-C.  Pour le slogan suprémaciste blanc, voir Fourteen Words.
L'année 1488 est une année bissextile qui commence un mardi.
Principaux événements :
- février : le Portugais Bartolomeu Dias double le cap de Bonne-Espérance et le cap des Aiguilles, découvrant qu'il existe au sud de l'Afrique un passage vers l'océan Indien et l'Asie (les « Indes », atteintes seulement en 1498 par Vasco de Gama).
- avril : le duc de Bretagne François II est battu par l'armée française ; il meurt en septembre, laissant le duché à sa fille Anne, âgée de 11 ans (elle devient reine de France en 1491).

## Asie
- Chine (époque des Ming), février-juillet : le Coréen Choe Bu fait dans en Chine un voyage[1] dont il a laissé un récit.

- Tabarsaran (dans le Caucase), 9 juillet : le cheikh safavieh Haydar, père d'Ismail Ier[2], est vaincu et tué par les Aq Qoyunlu dans le Tabarsaran[3].

- Japon (époque Sengoku) : jacqueries dans la région de Kaga sur la mer du Japon (actuelle préfecture d’Ichikawa). Le gouverneur se suicide et le pouvoir passe à la ligue ikkô[4].

- Mongolie : début du règne de Dayan Khan (1465-1543), khan des Mongols orientaux[5] (fin en 1543).

- Khanat kazakh : Bouryndyk[6], fils de Kereï Khan, devient khan des Kazakhs[7] (fin en 1509).

## Afrique

### Sultanat hafside de Tunis
- Septembre : mort du sultan hafside Abou Amr Uthman[8] (né en 1418), régnant depuis 1435, après son frère Abû `Abd Allâh Muhammad al-Mutansir (successeur : son petit-fils Abû Zakariyâ Yahyâ III).
  - Après lui, le sultanat sombre dans le chaos et devient au XVIe siècle l'objet de la convoitise des souverains de Castille et d'Aragon, les Rois catholiques et leurs successeurs, et de l'empereur ottoman, qui s'en disputent les principaux ports[9].

### Éthiopie
- Sultanat d'Adal (dans la Corne de l'Afrique) : Muhammad ibn Azhar ad-Din devient sultan d’Adal[10], succédant à un usurpateur, Ibrahim (fin de règne : 1518).

## Exploration et colonisation européennes

### Exploration et colonisation portugaises en Afrique
Depuis 1420, à l'initiative de l'infant Henri le Navigateur, les Portugais explorent le littoral de l’Afrique. En 1470, ils découvrent l'île de Sao Tomé, à la latitude de l'Équateur. En 1483, Diogo Cão atteint la latitude 13° Sud (Cabo de Santa-Maria, Angola) et en 1486, la latitude 21° Sud (Cape Cross, Namibie). En août 1487, Bartolomeu Dias quitte Lisbonne dans le but d'aller encore plus loin.
- 3 février : Bartolomeu Dias accoste dans la baie de Sâo Bras (actuelle Mossel Bay, 34° Sud) après avoir doublé le cap de Bonne-Espérance, puis avance jusqu'à la longitude de Port Elizabeth. Ses équipages menacent alors de se mutiner s'il ne fait pas demi-tour. Il a cependant la certitude d'avoir trouvé le passage vers l'océan Indien.
- décembre : retour triomphal à Lisbonne[12].

### Christophe Colomb à la recherche d'un mécène
Installé au Portugal depuis 1476, le navigateur génois Christophe Colomb a élaboré un projet pour atteindre les Indes (l'Asie) en naviguant vers l'Ouest, à travers l'océan Atlantique. Ce projet ayant été refusé par le roi de Portugal (Jean II) en 1484, Colomb est venu en Castille en 1485. Il a eu une première entrevue avec les Rois catholiques en janvier 1486 à Alcalá de Henares, une deuxième à Malaga en août 1487. Son projet étant rejeté, il s'est installé à Cordoue comme commerçant en attendant la fin de la guerre de Grenade, qui est la priorité d'Isabelle de Castille et de Ferdinand II d'Aragon.
- 15 août : naissance à Cordoue de son deuxième fils, Fernand (1488-1536), issu de sa relation  avec Beatriz Enríquez de Arana, avec qui il vit depuis 1487, ainsi que son premier fils, Diego (1479-1526).

## Europe

### Événements non politiques
- 31 juillet : tremblement de terre à Pouzzoles[14], dans le royaume de Naples (province de Campanie).
- Début d'une période de disette dans les Pays-Bas bourguignons (fin en 1490)[15].

### France (règne de Charles VIII)
Le début du règne de Charles VIII (1470-1498) est marqué par la Guerre folle, puis par la guerre menée contre le duc de Bretagne François II. Fils de Louis XI, Charles VIII règne avec l'appui de sa sœur Anne de France (Anne de Beaujeu), officiellement régente à la mort de leur père (1483), et de son époux, Pierre II de Bourbon, sire de Beaujeu.

#### Divers
- Janvier : le philosophe italien Jean Pic de la Mirandole est emprisonné pour hérésie dans le donjon de Vincennes[16].
- 16 février : Charles d'Orléans, comte d'Angoulême, prince du sang, plusieurs fois rebelle à son roi, épouse Louise de Savoie[17], mariage dont naîtra François d'Angoulême (François Ier).
- Guillaume Briçonnet devient conseiller d'Anne de Beaujeu.

#### La guerre de Bretagne
- Mars : l’armée française prend Châteaubriant, Ancenis et Fougères[18].
- 28 juillet : le duc François II et ses alliés sont vaincus à Saint-Aubin-du-Cormier[18] (7 000 morts, dont 80 % pour l’armée des princes) ; Louis II d'Orléans, prince du sang (futur Louis XII) est fait prisonnier (fin en juin 1491).
- Août : capitulation sans combat de Dinan (7 août) et de Saint-Malo (14 août)[19].
- 19 août : traité du Verger signé à Sablé-sur-Sarthe : Saint-Malo, Fougères, Dinan et Saint-Aubin-du-Cormier se rallient au roi de France. François II s’engage à ne marier ses filles qu’avec l'autorisation du roi[20], notamment Anne, née en 1477.
- 9 septembre : mort de François II à Couëron, près de Nantes ; sa fille aînée, Anne devient duchesse de Bretagne[21].
- Décembre : reprise des combats en Bretagne[22].

### État bourguignon (règne de Philippe le Beau, régence de Maximilien d'Autriche)
L'État bourguignon, réduit par le traité d'Arras (1482) aux Pays-Bas bourguignons, est gouverné par Maximilien d'Autriche, fils de l'empereur Frédéric III, veuf de la duchesse Marie de Bourgogne (fille de Charles le Téméraire), au nom de leur fils le duc Philippe le Beau, premier duc de Bourgogne de la maison de Habsbourg.
Durant sa régence (1482-1494), Maximilien est confronté à plusieurs rébellions de ses sujets des Pays-Bas, notamment les habitants des grandes villes du comté de Flandre, qui s'opposent à la politique belliciste de Maximilien en France après la mort de Louis XI et aux impôts qui en résultent.
- 5 février-16 mai : Maximilien est retenu prisonnier par les bourgeois de Bruges, qui menacent de le livrer aux Gantois révoltés (qui eux parlent de l’exécuter)[23].
- 16 mai : paix de Bruges entre les Flamands et Maximilien[24], mais celui-ci, libéré, ne respectera pas ses engagements, d'où l'entrée en rébellion de Philippe de Clèves.
- novembre : début de la « guerre du Jonker Frans » (François de Bréderode), à la tête de rebelles du comté de Hollande du « parti des Hameçons » (fin en 1490)

### Péninsule italienne (pontificat d'Innocent VIII)

#### République de Gênes
Gênes se trouve alors dans une période dite du « dogat populaire » (1339-1527), caractérisée par un affaiblissement de la république face à ses ennemis.
- 6 janvier : Gênes se soumet au protectorat du duc de Milan Jean Galéas Sforza[25] (fin en 1499, suivi d'un protectorat français, 1499-1507).

### Castille et Aragon (règnes d'Isabelle de Castille et Ferdinand II d’Aragon)

#### Guerre de Grenade (1482-1491)
Isabelle de Castille et Ferdinand d’Aragon, mariés depuis 1469, mènent depuis 1482 la guerre contre le royaume de Grenade, depuis 1238 dernier État musulman dans la péninsule Ibérique. Après la prise de Malaga en 1487, l'année 1488 est une année de pause.
- Préparatifs en vue de la campagne de 1489.

#### La question religieuse et l'Inquisition
En 1478, ils ont instauré un tribunal d'inquisition particulier à la Castille et à l'Aragon, dépendant de la couronne et non pas des évêques, le tribunal du Saint-Office, présidé par le Grand inquisiteur Tomás de Torquemada (aussi appelée inquisicion nueva).
- 12 mai : remplacement de l'ancienne inquisition par le tribunal du Saint-Office à Barcelone[26].
- 17 mai : établissement du Saint-Office à Majorque[27] ([28])
  - 99 personnes (dont 94 judaïsants) seront brûlées entre 1489 et 1535.

### Angleterre (règne de Henri VII)
Le royaume d'Angleterre est sorti en 1485 de la guerre des Deux-Roses (commencée en 1455), par la victoire de la maison de Tudor, dont le premier représentant est Henri VII, au détriment de la maison d'York (Richard III).

### Écosse (règne de Jacques III, puis de Jacques IV)
Jacques III (1452-1488), de la maison des Stuart, règne depuis 1460. Son règne est marqué par des rébellions de nobles, dues à la place qu'il accorde à certaines familles. En 1487, une ligue est formée autour d'Alexandre Home, combattant avec l'aval du prince héritier, fils aîné du roi, Jacques, né en 1473, qui a quitté la cour au début de l'année 1488.
- 11 juin : Jacques III d'Écosse meurt (dans des conditions obscures) après sa défaite lors de la bataille de Sauchieburn, près de Stirling[29].
- 24 juin : couronnement à Scone de Jacques IV (fin du règne : 1513)[29].

### Saint-Empire (règne de Frédéric III; Maximilien d'Autriche roi des Romains)
Le Saint-Empire romain germanique regroupe plusieurs centaines d'entités féodales, dont plusieurs dizaines sont des États souverains. L'empereur a, en tant que tel, un pouvoir limité. Mais Frédéric III (1452-1493) est aussi le chef de la maison de Habsbourg, et détient à ce titre plusieurs fiefs notamment en Autriche, Autriche antérieure et Alsace.
- 9-14 février : Diète d'Empire tenue à Esslingen (alors ville libre impériale de Souabe) à la suite de la diète d'Empire tenue à Nuremberg en 1487.
- 14 février : formation au terme de cette diète de la ligue de Souabe[30] entre les (très nombreux) vassaux souabes de l'empereur, avec le soutien du régent de Tyrol, Sigismond d'Autriche, et du comte de Wurtemberg, Eberhard V, destinée à préserver la paix dans cette région dépourvue de prince[31] ; en 1488, 560 seigneurs laïques ou ecclésiastiques et 26 villes libre impériales concluent une trêve de huit ans (mars 1488-février 1496), ensuite reconduite à plusieurs reprises (jusqu'en 1533).

## Naissances en 1488
- 16 avril : Jungjong, onzième roi de la Corée durant la période Joseon († 29 novembre 1544).
- 7 octobre : Camillo Ballini, sculpteur et peintre italien († 7 février 1560).
- Date précise inconnue :
  - Giovanni Caroto, peintre italien de l'école véronaise († 1566).
  - Georges II d'Amboise, cardinal français, archevêque de Rouen († 25 avril 1550).
  - Jean Tarnowski, noble polonais († 16 mai 1561).
- Vers 1488 :
- Bernard van Orley, peintre bruxellois († 6 janvier 1541).

## Décès en 1488
- 1er avril : Mort du connétable Jean de Bourbon : Pierre de Beaujeu, son héritier, devient duc de Bourbon.
- 14 avril : Girolamo Riario, neveu de Sixte IV, assassiné.
- 3 juin : Glaréan (mort en 1563), mathématicien, humaniste et polymathe suisse.
- 11 juin : Jacques III d'Écosse.
- Après le 25 juin : Andrea del Verrocchio, sculpteur florentin (Andrea di Michele di Francesco di Cione, né en 1435)[32].
- 9 septembre : François II, comte d'Étampes  puis duc de Bretagne de 1458 à 1488. (° le 23 juin 1435).
- 13 septembre : Charles II de Bourbon, cardinal français, archevêque de Lyon (° 1433).
- Nicolas Chuquet, mathématicien français, (1487-1488 ou vers 1500)